# Hypsicera parca
Hypsicera parca är en stekelart som först beskrevs av Morley 1913.  Hypsicera parca ingår i släktet Hypsicera och familjen brokparasitsteklar. Inga underarter finns listade i Catalogue of Life.